# Amparo Navarro Giner
Amparo Navarro Giner (Valencia, 27 de noviembre de 1900 - 24 de diciembre de 1986) fue una maestra y política valenciana.

## Biografía
En 1922 intervino en la Asamblea de Nostra Parla reivindicando el valenciano en la escuela y la formación de todo el Magisterio en castellano y en valenciano.
Ejerció como maestra en las escuelas de Salinas, Parcent, Alfafar y en la Escuela Cossío de Valencia. El último pueblo en el que ejerció fue Murla, donde compuso la letra del himno del pueblo.
Se casó el 12 de septiembre de 1928 con Maximiliano Thous y Llorens.
Durante la Segunda República Española fue presidenta de la Asociación de Maestros Valencianos y militante del Partido Valencianista de Izquierda.
Durante la guerra civil española fue maestra en el Instituto de Asistencia Social "Maestro Ripoll" (antigua Beneficencia) cuando la Diputación sustituyó el personal miembro de órdenes religiosas para maestros, y acompañó Josep Renau dos veces a París para recaudar dinero para la causa republicana. Redactora de la revista "Pasionaria", órgano de Mujeres Antifascistas en Valencia, de la que era directora Manuela Ballester. Al finalizar el conflicto fue depurada como maestra y en julio de 1939 detenida y condenada a tres años de prisión por haber pertenecido a un servicio de información antifascista.
Una vez liberada, actuó de enlace del Socorro Rojo y vivió de dar clases particulares y de trabajar como administrativa, hasta que fue readmitida como maestra en 1962, ejerciendo en Albalat dels Sorells donde se trasladaría a Murla. Allí se jubilará en 1970.

## Obra
Son artículos suyos publicados en la revista "Pasionaria":
- «Incorporación de la mujer a la producción». Pasionaria, Revista de las Mujeres Antifascistas de Valencia, núm. 22 (23 d’octubre de 1937).
- «Vida de las agrupaciones. En la barriada de Ruzafa». Pasionaria. Revista de las Mujeres Antifascistas de Valencia, núm. 22 (23 d’octubre de 1937).
- «!Queremos!». Pasionaria. Revista de las Mujeres Antifascistas de Valencia, núm. 23 (13 novembre de 1937).

## Reconocimientos
La ciudad de Valencia tiene una escuela infantil que lleva su nombre, sita en la calle Cineasta Ricardo Muñoz Suay s/n; y en el año 2019 le ofreció un homenaje en el Salón de Cristal del Ayuntamiento de Valencia.